# DNA-Leiter

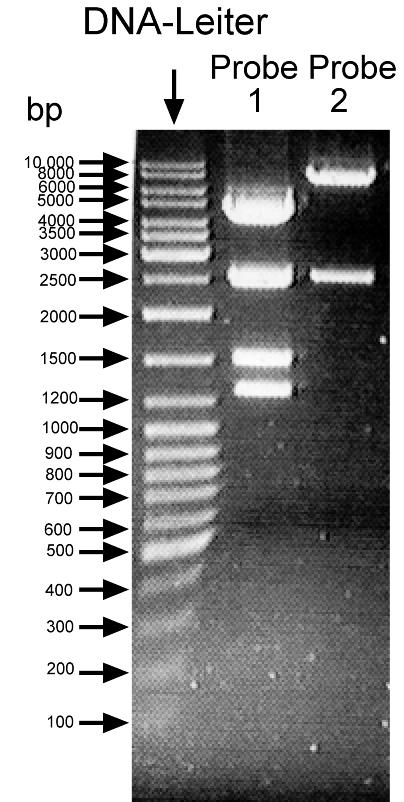
DNA-Leiter

Eine DNA-Leiter ist ein Gemisch von DNA-Strängen bekannter unterschiedlicher Länge, das zur Größenbestimmung von DNA in einer Probe als Komigrationsstandard (Längenstandard, Größenmarker) in einer Agarose-Gelelektrophorese eingesetzt wird. Aus der bekannten Menge der DNA im Komigrationsstandard kann außer der Länge eine schätzungsweise Quantifizierung der DNA in einer Probe erreicht werden. Des Weiteren wird der Begriff DNA-Leiter für ein charakteristisches Längenmuster einer Agarose-Gelelektrophorese von apoptotischen Zellen gebraucht.
Eine Standard-DNA-Leiter enthält Fragmente zwischen etwa 100 Basenpaaren und 10.000 Basenpaaren. Spezielle DNA-Leitern können im Bereich besonders langer oder besonders kurzer DNA-Fragmente ihren Schwerpunkt haben und erleichtern damit eine genauere Größenbestimmung. Analog gibt es auch Leitern definierter Größe aus einzel- und doppelsträngiger RNA.

## Beispiel
In der Abbildung rechts ist ein Beispiel für eine DNA-Leiter dargestellt. Es handelt sich um ein Foto eines typischen Agarosegels (1 % Agarose) im UV-Licht. Die hellen Banden sind die DNA-Fragmente, die durch Färbung mit Ethidiumbromid im UV-Licht rot fluoreszieren. In der ersten Spur befindet sich die DNA-Leiter, seitlich sind die Größen (bp für Basenpaare) der jeweiligen Fragmente angegeben. Die DNA-Gesamtmenge der aufgetragenen Leiter beträgt 1 µg. In der zweiten und dritten Spur wurden DNA-Proben aufgetrennt. Die erste Probe enthält vier verschieden große Fragmente von etwa 4500, 2500, 1500 und 1300 bp. Die zweite Probe enthält ein Fragment von 8000 und eines von 2500 bp. Anhand der intensiveren Banden ist zu erkennen, dass die erste Probe etwas mehr DNA enthält als die zweite Probe.

## Molmassenbestimmung
Der mathematische Zusammenhang zwischen der Anzahl der Basenpaare (näherungsweise auch der Molmasse) und der Wegstrecke im Agarosegel ist logarithmisch. Durch einen halblogarithmische Darstellung in einem Graphen kann die Korrelation linearisiert werden.

## DNA-Leiter im Zusammenhang mit Apoptose
Im Zusammenhang mit dem programmierten Zelltod wird die DNA-Leiter als hoch-sensitiver Indikator für Apoptose verwendet. Das Phänomen wurde 1980 von Andrew H. Wyllie von der University of Edinburgh Medical School zuerst beschrieben.
Endonukleasen spalten im Verlauf der Apoptose genomische DNA zwischen den Nukleosomen (Linker-Region) und produzieren dabei DNA-Fragmente mit einer Länge von etwa 180 Basenpaaren. Die DNA-Leiter kommt dadurch zustande, dass die DNA im Bereich der Nukleosomen vor dem Abbau durch die DNase geschützt ist, wohingegen die Zwischenbereiche hydrolysiert werden können. Bei der Nekrose hingegen kommt es beim DNA-Abbau zu Fragmenten zufälliger Größe, die in einem Agarosegel als „Schmier“ auftreten. Die Darstellung der „Apotoseleiter“ ist deshalb eine sensitive Methode um Apoptose vom ischämischen oder toxischen Zell-Tod abzugrenzen.